# Josip Glasnović
Josip Glasnović (Zagreb, 7 mei 1983) is een Kroatisch schutter. 

## Biografie
Glasnović komt uit in het onderdeel Olympische trap. Op de Olympische Zomerspelen 2008 werd hij 5de in dit onderdeel. In 2013 werd hij Europees kampioen. Op de Olympische Zomerspelen 2016 behaalde hij goud na een shoot-out met Giovanni Pellielo.

## Palmares
- Wereldkampioenschap 2005:
- Europees kampioenschap 2007:
- Olympische Zomerspelen 2008: 5de
- Europees kampioenschap 2012:
- Europees kampioenschap 2013:
- Olympische Zomerspelen 2016:

1900: Roger de Barbarin ·
1908: Walter Ewing ·
1912: James Graham ·
1920: Mark Arie ·
1924: Gyula Halasy ·
1952: George Genereux ·
1956: Galliano Rossini ·
1960: Ion Dumitrescu ·
1964: Ennio Mattarelli ·
1968: John Braithwaite ·
1972: Angelo Scalzone ·
1976: Donald Haldeman ·
1980: Luciano Giovannetti ·
1984: Luciano Giovannetti ·
1988: Dmitri Monakov ·
1992: Petr Hrdlička ·
1996: Michael Diamond ·
2000: Michael Diamond ·
2004: Aleksej Alipov ·
2008: David Kostelecký ·
2012: Giovanni Cernogoraz ·
2016: Josip Glasnović ·
2020: Jiří Lipták ·
2024: Nathan Hales